# Yeshan, Anhui
Yeshan (kinesiska: 冶山) är en köping i östra Kina. Den ligger i Tianchang i staden Chuzhou i provinsen Anhui, omkring 180 kilometer nordost om provinshuvudstaden Hefei. Antalet invånare är 29 726. Befolkningen består av 14 873 kvinnor och 14 853 män. Barn under 15 år utgör 15,0 %, vuxna 15-64 år 73 %, och äldre över 65 år 10,0 %.